# Айрман, Ганс Мориц
Ганс Мориц Айрман (нем. Hans Moritz Ayrmann; 28 декабря 1641, Нюрнберг — 27 июля 1710, Торгау) — немецкий путешественник и мемуарист. Автор «Записок о Прибалтике и Московии. 1666—1670 гг.». Отец историка Кристофа Фридриха Айрмана.
Третий ребёнок от второго брака лейпцигского купца, во время Тридцатилетней войны получившего звание генерал-провиантмейстера. С 1662 г. изучал богословие в Йенском университете, затем пробовал себя на военной службе и после нескольких лет странствий осел в 1666 г. на государственной службе в Швеции.
После нескольких командировок в Ригу, Ревель и Нидерланды в августе 1669 г. Айрман выехал в Варшаву в свите графа Христиана Горна, представлявшего Швецию на сейме по выборам короля Польши. После избрания Михаила Вишневецкого, поддержанного шведами, посольство Горна было перенаправлено в Москву, чтобы загладить недовольство России, имевшей на выборах своего претендента. Пробыв в Москве около трёх месяцев, Айрман в составе посольства вернулся в Стокгольм через Новгород и Финляндию. Годом позже во время следующего путешествия Айрман стал жертвой кораблекрушения и еле спасся, после чего вынужден был провести в Нюрнберге на лечении около полугода; вероятно, в этот период им и написаны «Записки», достаточно подробно рассказывающие о нравах и традициях жителей Московии, также довольно подробно останавливающиеся на жизни в Ревеле, а в более краткой форме повествующие также о Польше, Риге, Нарве и Дерпте.
«Записки» Айрмана на протяжении более чем двух столетий пролежали в семейном архиве и были изданы в 1937 году под названием «Путешествия Ганса Морица Айрмана по Лифляндии и России в 1666—1670 гг.» (нем. Hans Moritz Ayrmanns Reisen durch Livland und Russland in den Jahren 1666-1670) в «Записках Тартуского университета», издание подготовил Курт Шрайнерт.